# 봉기 (삼국지)
봉기(逢紀, ? ~ 202년)는 중국 후한 말 원소 휘하의 모사로 자는 원도(元圖)이며 형주 남양군 사람이다. 원소가 낙양에서 기주로 갈 때부터 함께해 깊은 신임을 받았으며 기주를 탈취할 책략도 구상하였다. 후계자로는 원상을 지지했고 원담과의 내분 속에서 목숨을 잃었다.
배잠론(裴潛論)에서 봉기는 대장군 하진(何進)이 순유, 하옹과 같이 등용하였고 이후 원소가 허유와 함께 그를 신임하였으며 원소는 봉기의 지모를 많이 간택(揀擇)하였다고 평했다.

## 생애

### 원소의 문객
189년(중평 6년), 대장군이자 녹상서사(錄尙書事)인 하진이 지모있는 선비들을 널리 부를 때 하옹, 순유 등과 함께 기용되었다. 하진 사후 정권을 장악한 동탁이 폐립을 논하자 이에 반발한 사례교위 원소는 낙양을 떠나 기주로 향했다. 허유와 봉기도 원소를 따라갔다.
191년(초평 2년), 하내군에 주둔하고 있던 원소에게 진언하길, “큰일을 일으키는 데 있어 한 개 주에 근거하지 않으면 자립할 수 없습니다. 지금 기주가 부강한데 그 주목 한복은 보잘것없는 자이니 은밀히 공손찬을 사주해 남하하게 하면 한복은 몹시 두려워할 것입니다. 이때 달변가를 보내 화복(禍福)에 대해 논한다면 다급해진 한복으로부터 반드시 그 지위를 넘겨받게 될 것입니다.”라 하였다. 원소가 이를 실행하면서 봉기를 더욱 친밀히 대하였다.

### 생사를 가르는 혀
199년(건안 4년), 기주, 청주, 유주, 병주 4개 주를 거머쥔 원소는 허도로 출병하고자 했다. 봉기는 심배와 같이 군사 업무를 관리했는데 그 사이는 좋지 않았다. 전풍의 밝고 곧음에도 거부감을 가져 여러 번 헐뜯으니 원소도 전풍을 꺼렸다. 200년, 관도 대전에서 원소군이 참패하였다. 원소가 봉기에게 “기주 사람들이 우리 군의 패배 소식에 우리를 걱정하겠소. 이전에 전별가만은 다른 이들과 다르게 출정을 말렸었는데 그를 보기가 부끄럽소.”라 말하였다. 봉기는 “전풍이 장군의 패퇴를 듣고는 자신의 말이 맞았다는 기쁨에 박수를 하며 크게 웃었습니다.”라고 참언하였다. 원소는 전풍의 조언을 듣지 않아 웃음거리가 되었다면서 전풍을 죽였다.
한편 심배의 두 아들은 조조에게 잡혔다. 맹대(孟岱)와 장기가 원소에게 이르길, “심배는 정무를 전적으로 담당하는 자리에 있으면서 일족은 크고 군세가 강한 데다 두 아들마저 남쪽에 있으니 필시 배반할 마음을 품었을 것입니다.”라 하였다. 곽도와 신평 역시 그렇다 하였다. 반면에 호군(護軍) 봉기는 “심배의 천성은 강직하며 늘 언행에 있어 선현의 절개를 사모하였습니다. 두 아들이 남쪽에 있다고 불의를 행하진 않을테니 공께선 의심치 마소서”라고 변호하였다. 원소가 “군은 그를 싫어하지 않았소?”라고 묻자 “저번에 싸웠던 것은 사사로운 일이고 이번에 얘기하는 것은 나라의 일입니다.”라고 답하였다. 이에 심배는 폐해지지 않았고 봉기와도 화합하였다.

### 원상 지지
202년, 원소가 죽었다. 평소 봉기와 심배는 원담으로부터 교만하다는 불만을 사왔다. 신평과 곽도는 원담 일파였기에 이들과 틈이 있었다. 다수는 장자라는 이유에서 원담을 추대하려 했지만 심배 등은 신평 등에 의해 해를 입을까 두려워 원소의 유명(遺命)이라 둘러대고는 원상이 뒤를 잇게 하였다. 원담은 거기장군을 자칭하고 위군 여양현(黎陽縣)에 머물렀다. 이때 조조가 관도(官渡)로 진군해있던 터였다. 원상은 원담에게 적은 병력과 봉기를 붙여주었다. 원담이 증원을 요청했으나 심배 등은 상의 끝에 군대를 보내지 않았다. 봉기는 분노한 원담에게 살해당했다.

## 평가
계책을 짜는 데에 총달했으므로 원소가 매우 가까이하였다. 공융은 심배와 봉기를 나란히 진충지신(盡忠之臣)이라 하였으며 순욱은 “과감하다, 독선적일 정도로.”라고 평하였다. 호삼성(胡三省)은 ‘심배를 위해 말할 수는 있었으면서 전풍은 죽음에서 구하지 않았는데 정말로 나라의 일 때문이었는가.’란 주석을 남겼다.
원담과 원상의 골육상쟁이 너무 심해지자 심배는 원담에게 그간의 사정을 변명하며 회유하는 편지를 보냈는데 그 속에서 봉기에 대해 서술하길, ‘흉신(凶臣) 봉기가 주제넘게도 사족(蛇足)을 그리며 아부해 정이 두터운 친척 관계를 교란하였습니다. 장군께서 성을 내며 순식간에 주살하고 우리 장군도 그 명을 받들어 음형(淫刑)을 더하였습니다.’라고 하였다. 이 부분이 《후한서》 원소전에는 주살 얘기가 없는 채 곽도라 써져 있을 뿐더러 심배는 봉기와 화해하였고 편지 전체에 걸쳐서 원흉으로 지목되는 것도 곽도이기에 곽도를 오기한 것으로 보기도 한다. 이와 달리 《후한서》의 오기로 원문은 봉기가 맞되 심배가 봉기에게 잘못을 전가하면서 자신은 발뺌하는 것이라고 보기도 한다.

## 삼국지연의
사실(史實)과 거의 비슷하다. 다만 원담의 곁에 있을 때부터의 경과는 다음과 같다. 곽도가 원상에게 구원을 요구하는 사자로써 방문할 때 곽도는 원담의 참모로써 심배나 봉기 둘 중 한 명을 파견할 것을 강력히 요구했다. 원상은 두 사람에게 제비를 뽑게 하였고, 봉기가 가게 되었다. 물론 곽도의 목적은 단순히 인질을 얻기 위해서였다.

## 같이 보기
- 삼국지 인물 목록

## 참고 문헌
- 범엽, 《후한서》74권 열전 제64 원소유표전 원소전
- 왕찬, 《영웅기》 ; 배송지 주석, 《삼국지》6권 위서 제6 동이원유전 원소전에서 인용